# NGC 6546
NGC 6546 est un amas ouvert situé dans la constellation du Sagittaire. Il a été découvert par l'astronome britannique John Herschel en 1837.  
Selon la classification des amas ouverts de Robert Trumpler, cet amas renferme entre 50 et 100 étoiles (lettre m) dont la concentration est moyennement faible (III) et dont les magnitudes se répartissent sur un intervalle moyen (le chiffre 2). Toutefois, 
selon le site Lynga consacré aux amas ouverts, NGC 6546 renferme 150 étoiles.

## Observation
La magnitude visuelle de 8,0 ne permet pas de voir cet amas à l'œil nu, mais on peut l'observer avec des jumelles dont l'ouverture est de 40 à 50 mm ou avec un petit télescope.

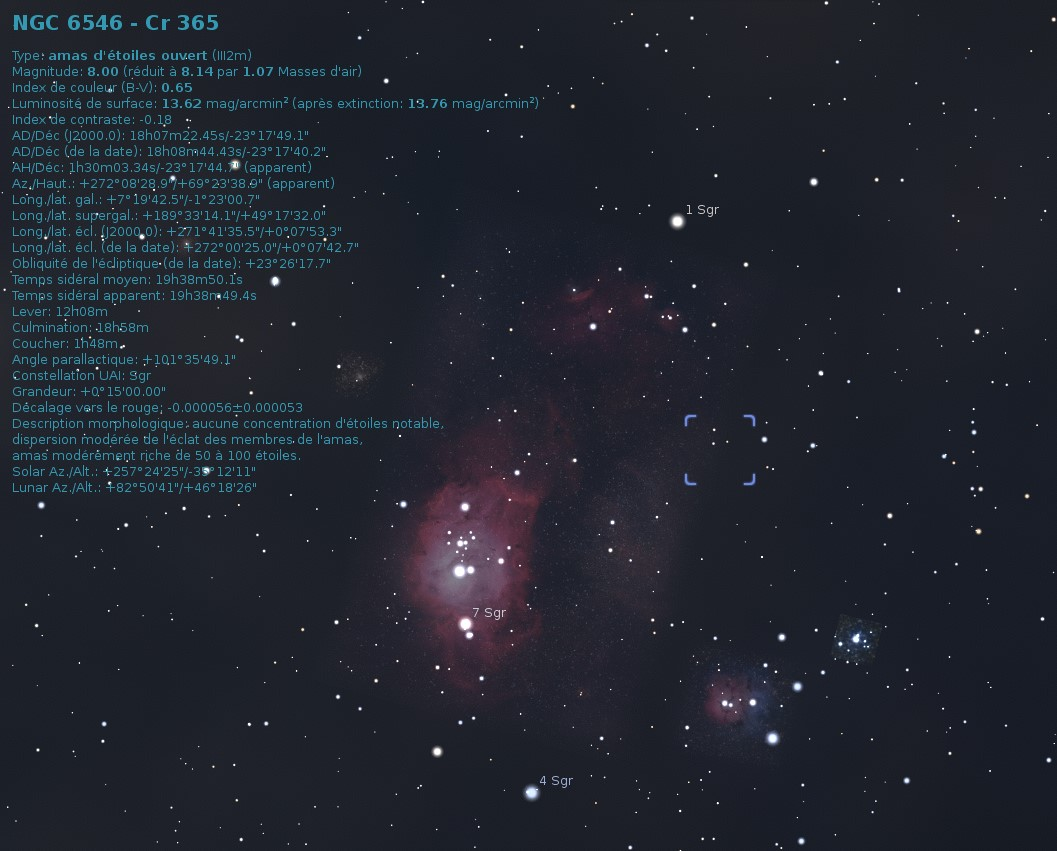
Emplacement de NGC 6546 dans la constellation du Sagittaire.

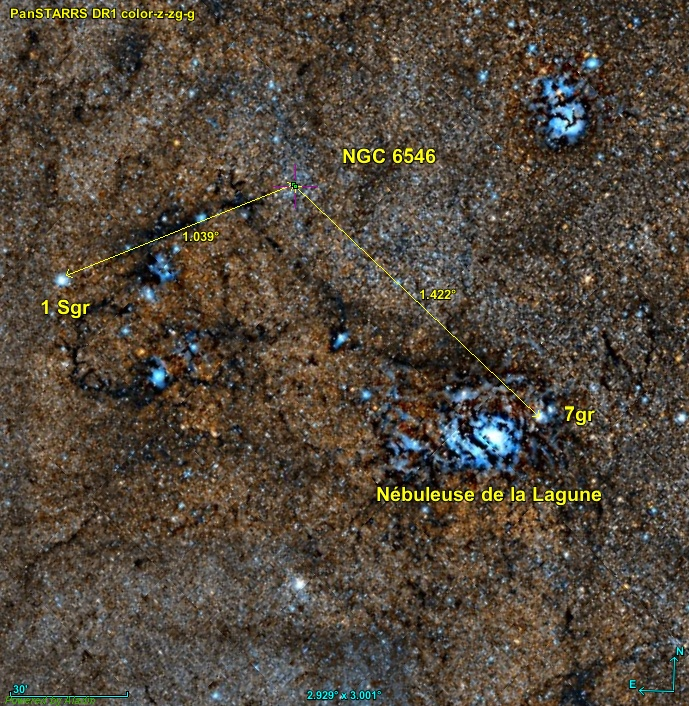
Position de NGC 6546 par rapport aux étoiles du Sagittaire et de la nébuleuse de la Lagune.

NGC 6546 est au nord-est à environ 1,4° de l'étoile 7 Sgr qui se trouve à l'intérieur de la nébuleuse de la Lagune et à environ 1,0° de l'étoile 1 Sgr. Ces deux étoiles de magnitude visuelle respectivement égale 5,34 et 4,98 ne sont pas très brillantes, mais visibles à l'œil nu.

## Distance et vitesse
Selon les plus récentes mesures de la distance de NGC 6546, l'amas est à environ 938 pc (∼3 060 al), du système solaire. Deux valeurs de la vitesse radiale de l'amas sont rapportées sur le site de Simbad : −29,40 km/s et −16,7 km/s.

## Étoiles
Simbad montre un bouton nommé Children. En cliquant sur ce bouton, on atteint une section de cette base de données qui renferme un tableau contenant deux entrées pour NGC 6546, ce qui est plutôt étrange en regard des autres sources consultées. La quatrième colonne de ce tableau indique la probabilité que l'étoile appartienne à l'amas. Une seule étoile (HD 313869) se voit attribuer une probabilité de 100 % tandis que la probabilité de l'autre est de 0 %. 